# Trifolium lupinaster
Trifolium lupinaster ist eine Pflanzenart aus der Gattung Klee (Trifolium) in der Unterfamilie der Schmetterlingsblütler (Faboideae) innerhalb der Familie der Hülsenfrüchtler (Fabaceae). Ein deutschsprachiger Trivialname ist Lupinen-Klee.

## Beschreibung

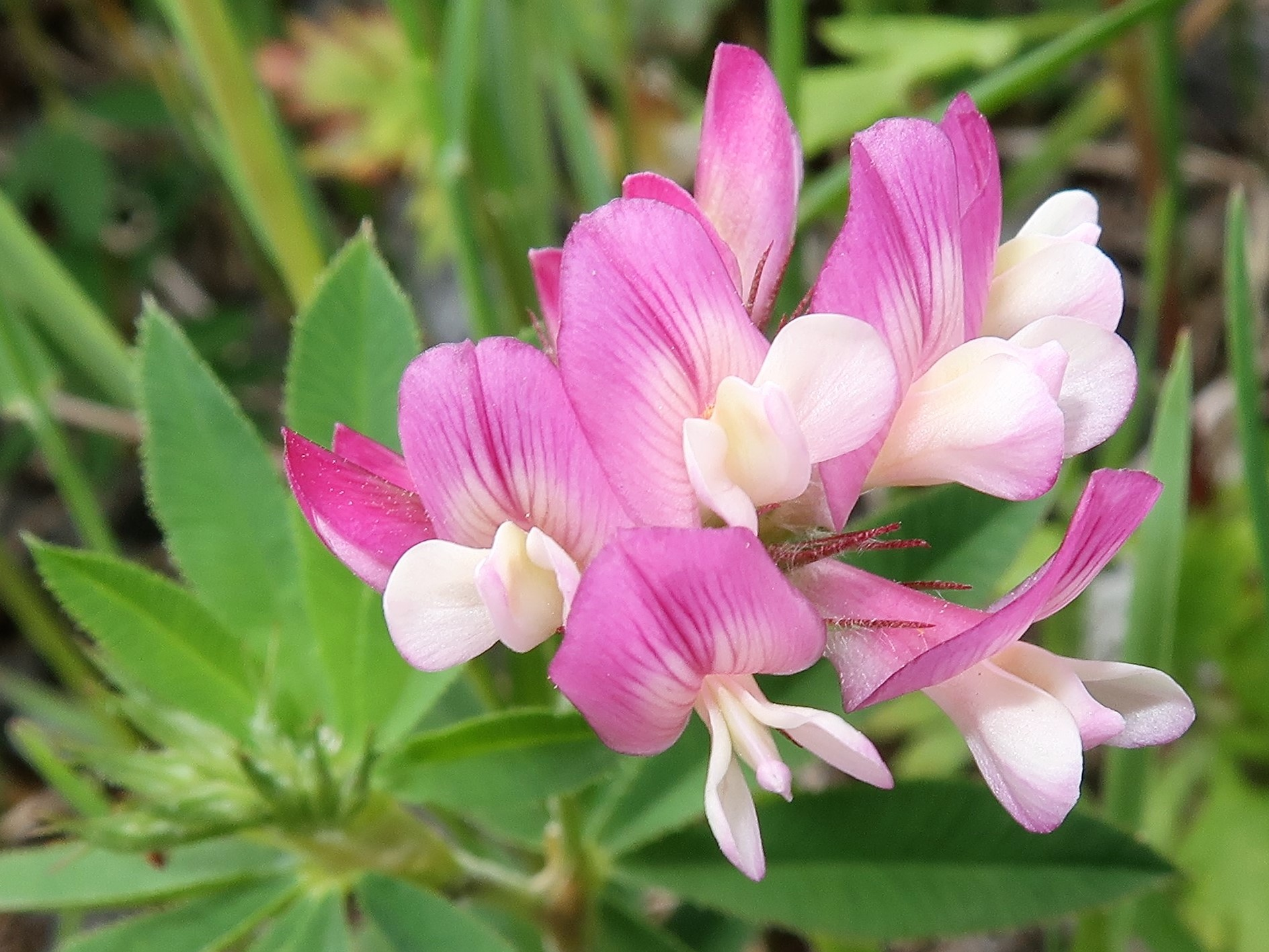
Blütenstand

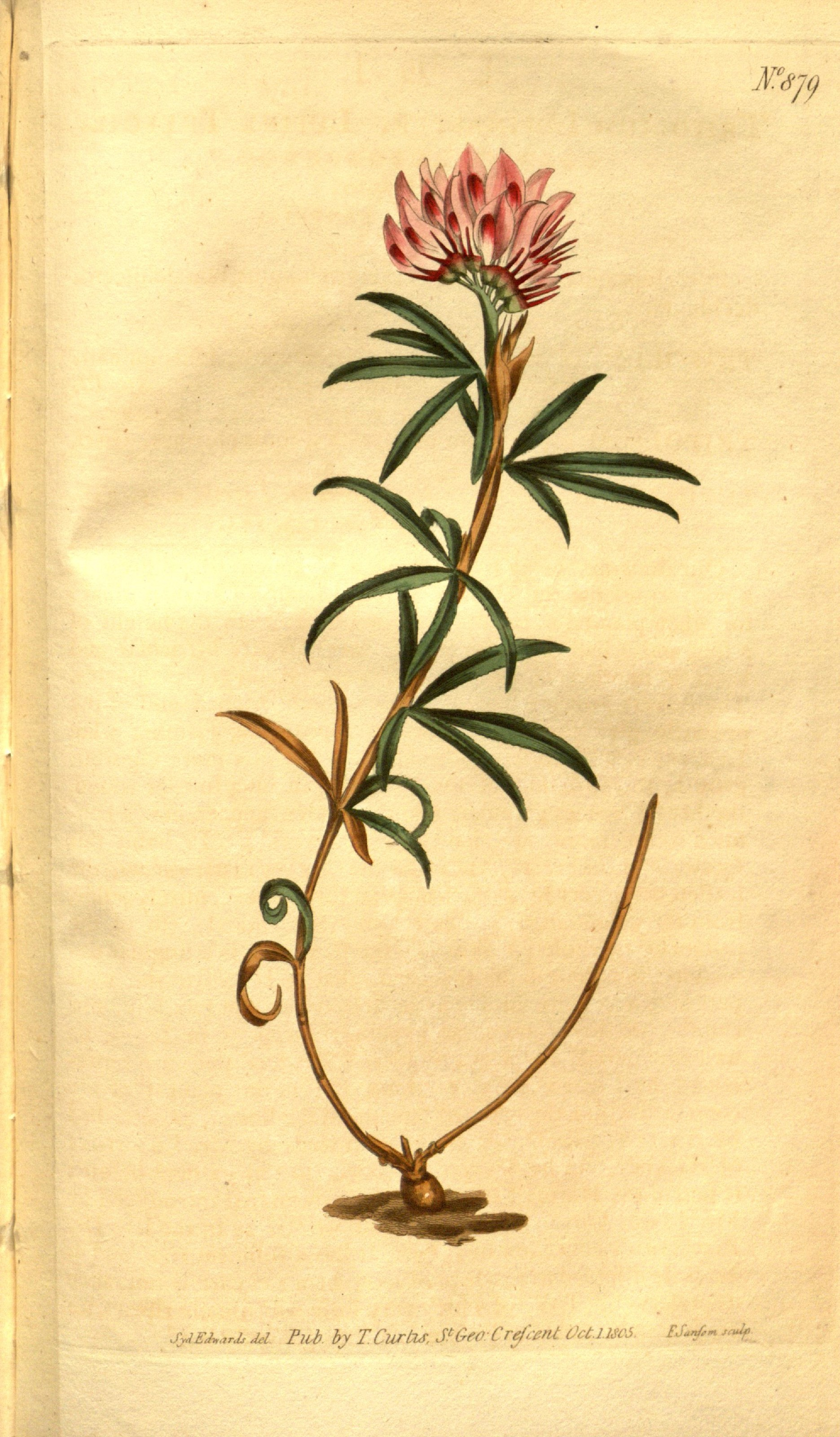
Illustration aus Curtis's Botanical Magazine, No. 879

Trifolium lupinaster ist im Habitus, in der Blattform, in der Farbe der Kronblätter und in der Chromosomenzahl sehr variabel, weitere Untersuchungen sind erforderlich ob alle Population zu dieser Art gehören, oder ob es Subtaxa gibt.

### Vegetative Merkmale
Trifolium lupinaster ist eine ausdauernde, krautige Pflanze, die Wuchshöhen von 15 bis 50, selten bis zu 60 Zentimetern erreicht. Die oberirdischen Pflanzenteile sind kahl bis wenig flaumig behaart (Indument). Die aufrechten oder aufsteigenden Stängel sind einfach oder nur am oberen Ende verzweigt und verkahlend oder kahl. Mehrere Stängel wachsen aus einer Gruppe verdickter Pfahlwurzeln aus.
Die wechselständig und im oberen Bereich des Stängels dichter als an der Basis angeordneten Laubblätter sind Blattstiel und -spreite gegliedert. Der Blattstiel ist ganz kurz; bei den oberen Laubblättern bis zu 10 Millimeter lang und kürzer als die Nebenblätter und fast auf seiner ganzen Länge mit diesen verwachsen. Die handförmig geteilten Blattspreiten sind im unteren Pflanzenteil drei- oder fünfteilig und im obersten Pflanzenteil meist fünf- bis selten acht- oder neunteilig. Die Fiederblättchen sind bei einer Länge von meist 2,5 bis 4 (1 bis 5) Zentimetern sowie einer Breite von meist 0,5 bis 1,1 (0,3 bis 1,6)Zentimetern linealisch oder elliptisch, lanzettlich bis linealisch-länglich mit schmal-keilförmiger Basis und spitzem, zugespitztem oder gerundetem bis stumpfem oberen Ende auf dem ein einzelner Punkt zu sehen ist. Die Blattoberseite ist kahl und die -unterseite entlang der Blattrippen behaart. Es sind 50 oder mehr Paare von Seitennerven vorhanden. Die pergamentartigen Nebenblätter sind bei einer Länge von 5 bis 10 Millimetern lanzettlich bis länglich. Der größte Teil Nebenblätter ist dicht an die Stängel und die Blattstielen angedrückt und dort verwachsen und ihr freier Teil endet in einer schlanke Spitze ist bei den Blättern an der Pflanzenbasis aber gerundet.

### Generative Merkmale
Die Blütezeit reicht in Mitteleuropa von Juni bis Juli und in China von Juni bis Oktober. Der achsel- oder endständige Blütenstandsschaft ist meist 2 bis 3 (1 bis 5) Zentimeter lang. Der bei einem Durchmesser 1,5 bis 3 Zentimetern schirmartige bis kugelige Blütenstand enthält locker angeordnet 10 bis 20, selten bis zu 35 Blüten. Die häutigen Hochblätter fallen früh ab.
Die zwittrige Blüte ist bei einer Länge von 11 bis 17 Millimetern zygomorph und fünfzählig mit doppelter Blütenhülle. Die 6 bis 10 Millimeter langen Kelchblätter sind zu einer etwa 3 Millimeter langen Kelchröhre verwachsen, die zehnnervig ist. Die zehn fadenförmigen Kelchzähne sind fast gleich und spärlich flaumig behaart. Die rosa-purpurfarbnene, rote oder weiße Krone ist 10 bis, meist 12 bis 20 Millimeter lang und besitzt die typische Form einer Schmetterlingsblüte. Die Fahne ist 1 bis 1,5 Zentimeter lang. Die Flügel sind etwa 1 Zentimeter lang und etwas länger als das Schiffchen. Das gestielte, einzige kahle Fruchtblatt enthält fünf bis neun Samenanlagen. Der Stempel ist haltbar.
Die bei Reife grau-braune Hülsenfrucht ist bei einer Länge von 5 bis 6, oder bis zu 10 Millimetern und einem Durchmesser von 2 bis 3 Millimetern länglich und enthält meist drei bis sechs (ein bis neun) Samen. Die häutchenartigen Hülsenfrüchte besitzen verdickte Kanten. Die rauen oder glatten und grauen oder braunen Samen sind bei einem Durchmesser von 1,1 bis 1,5 Millimetern kugelig oder eiförmig.

### Chromosomensatz
Die Chromosomenzahl beträgt meist 2n = 16; es wurden aber auch Polyploide Exemplare mit 2n = 32, 40 oder 48 gefunden.

## Vorkommen
Das Verbreitungsgebiet von Trifolium lupinaster reicht von Osteuropa (beginnend in Polen, Tschechien und Rumänien) über die Ukraine sowie die Krim, den europäischen und sibirischen Teil Russlands bis Russlands Fernem Osten (dort ist diese Art auch auf Sachalin zu finden), Zentralasien und bis in die Mongolei, Nordkorea und ins nördliche China. Es gibt Fundortangaben für die ehemalige Tschechoslowakei, Polen, Belarus, Litauen, Lettland,  Ukraine, Rumänien, die Russische Föderation, Kasachstan, Kirgisistan, Korea, Japan, die Mongolei, die Innere Mongolei und die chinesischen Provinzen Hebei, Heilongjiang, Jilin, Liaoning, Shanxi sowie Xinjiang. Die Art steigt in den Karpaten und in Rumänien bis 1500 Meter Meereshöhe auf.
Trifolium lupinaster wächst im östlichen Mitteleuropa in Steppen und Nadelwäldern fast bis in die alpine Höhenstufe. Trifolium lupinaster gedeiht in Mitteleuropa meist in Beständen der Heidelbeere (Vaccinium myrtillus), auch zusammen mit dem Sand-Veilchen (Viola arenaria). In China gedeiht Trifolium lupinaster an Waldrändern, auf Hügeln, im Grasland und in feuchten Ebenen.

## Systematik
Die Erstveröffentlichung von Trifolium lupinaster erfolgte 1753 durch Carl von Linné in Species Plantarum, Tomus II, S. 766. Das Artepitheton lupinaster in der Bedeutung von Wilde oder Falsche Lupine hatte zuerst Johann Christian Buxbaum 1721 verwendet. Synonyme für Trifolium lupinaster L. sind: Lupinaster albus Link, Lupinaster pacificus (Bobrov) Latsch., Lupinaster pentaphyllus Moench, Lupinaster popovii Roskov, Lupinaster purpurascens DC., Pentaphyllon lupinaster (L.)Pers., Trifolium albens Loudon, Trifolium baicalense Belyaeva & Sipliv., Trifolium ciswolgense Iljin & Trukh., Trifolium ciswolgense Sprygin, Trifolium dimediatum Salisb., Trifolium litwinowii Iljin, Trifolium lupinastrum St.-Lag., Trifolium pacificum Bobrov, Trifolium popovii (Roskov) Gubanov & Kamelin, Trifolium romanicum D.Brandza, Trifolium spryginii Belyaeva & Sipliv., Trifolium lupinaster var. albiflorum Ser., Trifolium lupinaster var. oblongifolia Ser., Trifolium lupinaster var. obtusifolium Belli, Trifolium lupinaster var. pumilum Popov, Trifolium lupinaster var. purpurascens Ledeb.
Die Art Trifolium lupinaster gehört zur Untersektion Lupinaster der Sektion Lotoidea aus der Gattung Klee (Trifolium) in der Tribus Trifolieae in der Unterfamilie der Schmetterlingsblütler (Faboideae) innerhalb der Familie der Hülsenfrüchtler (Fabaceae).

## Nutzung
Die Laubblätter von Trifolium lupinaster werden roh oder gegart gegessen.